# كارمونا رودريغوس
كارمونا رودريغوس (بالبرتغالية: Carmona Rodrigues‏) هو مهندس وسياسي برتغالي وهولندي، ولد في 23 يونيو 1956 في لشبونة في البرتغال. حزبياً، نشط في الحزب الديمقراطي الاجتماعي (البرتغال). وقد انتخب عمدة لشبونة ‏.